# The Rumble in the Jungle
Résultat
The Rumble in the Jungle (littéralement « La baston dans la jungle ») est un combat de boxe qui a opposé les Américains Mohamed Ali et George Foreman au Zaïre en 1974 pour le titre de champion du monde poids lourds de boxe anglaise.

## Contexte politique

### Le combat dans un contexte de guerre froide
Le contexte de guerre froide qui se définit à travers le monde autour des idéologies dites « de démocratie libérale et des démocraties sociales », est présent sur le continent africain. Le 30 juin 1960 à l’issue de la conférence de la table ronde tenue à Bruxelles, le Congo devient officiellement indépendant et le pays devient un enjeu géopolitique. Les nations associées au pouvoir colonial belge et américain ne voient pas d’un bon œil la vision nationaliste d’un Patrice Lumumba, qui est aussi très populaire dans la communauté afro-américaine et d’un Joseph Kasavubu plus fédéraliste et modéré comme président. Ces personnalités tentent de donner une dignité humaine, une solidarité sociale et une sécurité sociale aux Congolais. Toutefois, dans un contexte de guerre froide, les autorités américaines et belges craignaient que l'hostilité de Lumumba envers l'Occident, dont son discours du 30 juin 1960 donnait déjà le ton, ne menace leurs intérêts, le suspectant également de vouloir se rapprocher de l'URSS." Le 11 juillet, Moïse Tshombe, anticommuniste et proche du régime libéral colonial, déclare l’indépendance du Katanga, ce qui résulte en guerre civile, l’assassinat du premier ministre Patrice-Emery Lumumba, démocratiquement élu, par les autorités belges et américaines par le biais de la CIA. Antoine Denis N’Dimina-Mougala concernant l’assassinat dit que « la monarchie belge était au courant du complot contre Lumumba [...] des intentions de Tshombé et de Mobutu d’éliminer Lumumba ». Finalement l’opportunisme d’une prise de pouvoir par Mobutu est vu comme un baume, ce dernier est perçu comme un homme pouvant stabiliser cet État en déliquescence, grâce à un culte de la personnalité (« le grand léopard »). Il devient donc le père de la nation.

### Authenticité et zaïrisation dans la présidence de Mobutu en vue du combat
On doit prendre le « Rumble in the jungle » dans un contexte de la politique d’authenticité du président Mobutu. Elle prend fondement en 1971 trois ans avant le couronnement du nouveau champion Mohamed Ali. Ce concept se définit comme « la recherche d’une méthode appropriée de développement adapté à un pays sous-développé ». L'authenticité pour Mobutu est une « prise de conscience du peuple zaïrois de recourir à ses sources propres, de chercher les valeurs de ses ancêtres afin d’en apprécier celles qui contribuent à son développement harmonieux et naturel. C’est le refus du peuple zaïrois d’épouser aveuglément les idéologies importées ». On peut imaginer avec cette manière de prendre le pouvoir que l’événement sportif est nécessaire pour l’avancement de la nation. De cette vision se dégage un exemple tel que le costume européen sera remplacé par l’Abacost. On change les noms, on passe du Congo au Zaïre par exemple. Dans cette perspective, le président appliquera des réformes pour émanciper la population congolaise. Le taux d'alphabétisation à cette époque est de 65 %, Mobutu construit un système d’éducation avec une université. On construit aussi de nouvelles routes goudronnées, on modernise les bâtiments publics, améliore l'accessibilité à l’eau potable et à l’électricité, on construit des complexes hôteliers pour les plus fortunés.
Il faut sortir l’« européen » de la culture africaine. Ils doivent retourner à leurs racines traditionnelles pour ainsi favoriser la décolonisation de la population au sein du pays. Par contre, il ne faut pas oublier la réalisation d’une construction d’un stade aux dimensions internationales pour éventuellement accueillir des événements sportifs d’envergure. Toujours dans cet élan d’authenticité, le principe évoque l’idée du nationalisme congolais et d’autre part sur le noble héritage de l’africanité. Le point culminant de son authenticité est le changement de son propre nom : « de Joseph Désiré Mobutu, il devient Mobutu Sesse Seko Kuku Ngbendu wa Zabanga : le guerrier tout-puissant et victorieux à qui rien ne résiste ». Pour Jonathan Eig « une rencontre entre deux noirs dans un pays de noir organisé par des noirs et attendu par le monde entier : voilà une victoire du mobutisme ». Bien que les habitants vivent sous le patriarcat d’un homme, « père de la nation », et sous l’hégémonie d'un parti unique, cet événement a pu réveiller une flamme d’unité autour d’un moment historique.

### Décision du combat au Zaïre
Le sport devient un moyen de promotion politique, on pense aux Jeux olympiques de 1936, à Berlin sous le régime nazi, ou au combat « Thrilla in Manila » qui faisait la promotion de la politique du président Ferdinand Marcos. Le monde occidental avait une vision négative de la politique d’authenticité de Mobutu. Le président voulait effacer la mauvaise perception du contexte de l’Indépendance du Congo en 1960. On aurait pu envoyer les deux pugilistes au Kenya, ancienne colonie anglaise, ou bien au Sénégal, ancienne colonie française, on a finalement choisi le Zaïre parce qu’il y avait une très forte dichotomie entre le régime belge de Léopold II et le régime français et anglais. Ce pays a été victime du pire impérialisme qui soit ; mains coupées, extraction du caoutchouc et de l’ivoire en proportions inégalées, etc.. Ce combat, c'est aussi un retour aux racines du peuple afro-américain. L'argent remis aux boxeurs passera à l'histoire, cinq millions de dollars chacun pour huit rounds dû au KO. Le prix des billets était d'environ 2 000 dollars et plus pour ce combat légendaire selon les organisateurs.

## Contexte culturel du combat

### Panafricanisme de l'événement et fête Amérique/Afrique
La couverture médiatique est importante pour comprendre la diffusion du panafricanisme. L'hebdomadaire panafricaniste Jeune Afrique couvre tout du combat, tout comme le journal de Côte d'Ivoire Fraternité Matin. On pouvait lire sur les murs « Président Mobutu grâce à ce combat de boxe, Kinshasa deviendra pour un moment la capitale du monde entier » ; Kinshasa est promue « capitale des noirs » le temps d'une soirée.
Mohamed Ali s'inspire des dires de Marcus Garvey et de William Du Bois sur cette idée d'un nationalisme noir et d'un retour aux racines africaines. Il se dit « africain » et, dans ce contexte, s'il était le « gentil », le « méchant » était forcément Foreman. Le grand George Foreman, ne sachant pas que le chien était associé au régime colonial, avait amené son animal de compagnie. Même sa tenue vestimentaire pouvait laisser penser qu'il n'avait pas l'Afrique à cœur, il était vêtu à l'occidental d'une salopette en jean et portait une casquette. Ali le couvrait d'injures en prétendant qu'il était associé au pouvoir belge.
Accomplissement de plusieurs années de préparation, Mobutu et le promoteur Don King tentent d'ériger avec ce combat un sentiment nationaliste à une époque où les États-Unis rencontrent d'importants problèmes de société liés à la ségrégation raciale et aux droits civiques. Le promoteur Don King établira dans le cadre du combat de grandes festivités autour des arts des diasporas africaines. Des noms comme James Brown, B. B. King et Lloyd Price sont chargés de propager la fierté noire. L'Amérique latine s'invite aussi avec Celia Cruz, qui revendique un lien très fort avec son afro-cubanité. Pour compléter cette liste d'artistes ayant contribué aux soirées d'avant combat, on compte Miriam Makeba et Hugh Masekela, tous deux exilés d'Afrique du Sud et actifs contre l'apartheid.

### Vêtement africain et relation à l'Afrique avant le combat
L'idée du promoteur est de faire de l'ensemble de l'événement une extension du Festival des arts nègres lancé en 1966 par le poète et président Senghor dans la capitale sénégalaise Dakar, ou du concert Soul to Soul de 1971 au Ghana. Le combat en serait le point culminant.
Un élément central est l'emploi par Mohamed Ali des vêtements comme symbole marqué de son appartenance africaine. Habillé de tenues locales, utilisant souvent le pagne imprimé et le wax adopté par l'Afrique de l'Ouest, le boxeur du Kentucky choisi pour le combat « un peignoir blanc en basin damassé décoré de bandes tissées de fil indigo et blanc provenant d'Afrique de l'Ouest ». Il y a aussi sa ceinture dont les extrémités sont « embellies d'un travail de perle caractéristique du peuple Kuba du Zaïre », comme le mentionne Claude Boli dans son livre Mohamed Ali. Passant du temps dans les rues avec les jeunes, organisant des rencontres pour parler du combat, Ali est adulé, les gens criant sur son passage « Ali bomayé ! Ali Bomayé ! », soit « Ali tue le, Ali tue le ! ». Son engagement dans la lutte contre la ségrégation et son refus d'aller se battre au Viêt Nam sont des raisons pour lesquelles les Africains l'adorent. En peu de temps, Muhammad Ali, séducteur hors pair, doué pour les déclarations fracassantes, s'attire la sympathie du public.

### Fierté envers le combat et envers Mohamed Ali
Pour Mohamed Ali, ce combat est plus qu'un simple combat de boxe, c'est un événement transcendant, comme une renaissance. En apprenant quelques mots en lingala, la langue nationale du Zaïre, le boxeur de Louisville permet à ses habitants de penser que le monde les regarde. Comme le mentionne l'article paru dans l'édition de Jeune Afrique du 9 novembre 1974 « l'enjeu était autrement plus important et le Zaïre a démontré à cette occasion sa capacité d'organiser à la perfection une compétition sportive du plus haut niveau ». Pour les Zaïrois, c'est le retour d'une fierté oubliée, pour les nations africaines et américaine, le combat représente une certaine forme de réconciliation, un espoir qui permet aux Africains de passer à une phase d'autodétermination politique, culturelle et économique.
Le combat du 30 octobre met en lumière une Afrique fière et contemporaine, la retransmission télévisée est disponible partout dans le monde. Le New York Times estime avant le match que cinquante millions de personnes devraient le visionner en direct, et que de 300 à 500 millions le regarderont en différé. Plus de 80 000 spectateurs assistent au combat, dont environ 40 000 Zaïrois, mais pas Mobutu, qui craint pour sa sécurité. À la victoire de Mohamed Ali, les Zaïrois sortent dans les rues, chantant et criant « Ali, Ali, Ali ! ». À cet instant, le Zaïre est dans l'Histoire, il est ancré dans la réalité historique parce que ce combat a transcendé le sport.
Ce combat est un capital culturel comme le disait Bourdieu. Il est parvenu à « briser ce qu'il pouvait briser dans la citadelle du racisme ».

## Déroulement du combat
Le combat, organisé par Don King, est rendu possible par l'offre de cinq millions de dollars faite au champion et au challenger par le dictateur Mobutu Sese Seko qui souhaite ainsi faire la promotion de son pays. L'annonce du combat a lieu le 20 mai 1974.
Les deux champions s'entraînent tout l'été à Kinshasa, Ali faisant notamment de longues courses le long du fleuve Congo afin de parfaire son endurance. L'affrontement est initialement prévu le 25 septembre mais est repoussé, Foreman devant soigner une coupure au-dessus de l'œil,. Le combat se déroule à 4 heures du matin (il peut ainsi être diffusé en direct à la télévision américaine à 22 heures) le 30 octobre 1974, à Kinshasa, dans le stade du 20 mai contenant près de 100 000 spectateurs dont la majorité crie en lingala « Ali bomaye ! » (« Ali tue le ! » en français).
Ali, dont le meilleur coup est le jab et dont le principal atout est la mobilité, reste la majeure partie du combat dans les cordes (l'équipe de Foreman accusera les soigneurs d'Ali d'avoir distendu les cordes quelques minutes avant le combat mais l'arbitre Zack Clayton a vérifié leur tension) et surprend Foreman en lui envoyant dans les premiers rounds plus de directs du droit que du gauche. La garde haute, encaissant avec douleur les coups violents du champion et rebondissant contre les cordes, Ali trouve le moyen d'épuiser Foreman et de l'obliger à combattre plus de cinq rounds. À bout de souffle, le visage tuméfié par les coups d'Ali, Foreman tombe KO au 8e round se relevant une seconde trop tard. Mohamed Ali reprend ainsi son titre dix ans après son premier combat contre Sonny Liston.

### Au cinéma
- When We Were Kings , film documentaire américain réalisé par Leon Gast en 1996.
- Ali, biopic de Michael Mann, sorti en 2001.

### Musique
- Johnny Wakelin a écrit une chanson sur le match, intitulée "In Zaire" (1976).

### Expositions
- "The Rumble in the Jungle", une coproduction B'ZZ et Arroi (dirigé par Estelle Francès), du 24 octobre au 30 novembre 2019[22].